# Вступ Албанії до Європейського Союзу
Вступ Албанії до Європейського Союзу є на поточному порядку денному майбутнього розширення ЄС. Вона подала заявку на членство в ЄС 28 квітня 2009 року, а з червня 2014 року є офіційним кандидатом на вступ. Переговори про вступ розпочалися 19 липня 2022 року. Це одна з семи нинішніх країн-кандидатів на вступ до ЄС разом з Сербією, Молдовою, Північною Македонією, Чорногорією, Туреччиною та Україною.

## Хронологія відносин з Європейським Союзом
Офіційно визнана ЄС «потенційною країною-кандидатом» у 2000 році, Албанія розпочала переговори щодо Угоди про стабілізацію та асоціацію (УСА) у 2003 році. Вона була успішно узгоджена та підписана 12 червня 2006 року, таким чином завершивши перший великий крок до повноправного членства Албанії в ЄС.
Албанія подала заявку на членство в Європейському Союзі 28 квітня 2009 року. Після заявки Албанії на членство в ЄС Рада Європейського Союзу 16 листопада 2009 року звернулася до Європейської комісії з проханням підготувати оцінку готовности Албанії почати переговори про вступ. 16 грудня 2009 року Європейська Комісія передала уряду Албанії Анкету щодо підготовки до вступу. Албанія повернула відповіді до Комісії 14 квітня 2010 р. 5 грудня 2013 року депутат Європарламенту рекомендував раді надати Албанії статус кандидата. 23 червня 2014 року під час головування Греції в ЄС Рада Європейського Союзу погодилася надати Албанії статус кандидата, який через кілька днів схвалила Європейська Рада. Після вступу країн до ЄС у 2004 році Албанія активно співпрацює з інституціями ЄС і приєдналася до НАТО як повноправний член у 2009 році.
Європейська комісія рекомендувала ЄС відкрити переговори про членство з Албанією у своїй оцінці в листопаді 2016 року. У червні 2018 року Європейська Рада погодила шлях до початку переговорів про вступ до Албанії до кінця 2019 року.
Вступ Албанії до ЄС пов'язаний із вступом Північної Македонії до ЄС. Албанії надаються певні передумови для початку переговорів про вступ, такі як проведення реформ у системі правосуддя, новий виборчий закон, відкриття судових процесів для корумпованих суддів і дотримання прав людини для грецької меншини.
У травні 2019 року єврокомісар Йоганнес Ган повторив цю рекомендацію. Однак у червні Рада ЄС із загальних питань вирішила відкласти своє рішення про початок переговорів на жовтень через заперечення низки країн, зокрема Нідерландів та Франції. У жовтні на рішення було знову накладено вето. 25 березня 2020 року Рада Європейського Союзу ухвалила рішення про початок переговорів про вступ, які наступного дня схвалила Європейська Рада. 
| Дата              | Подія |
| ----------------- | --- |
| 1992              | Була підписана угода про торгівлю та співробітництво між ЄС та Албанією, і Албанія отримала право на фінансування в рамках програми ЄС Phare. |
| 1997              | Рада міністрів ЄС встановила політичні та економічні умови для розвитку двосторонніх відносин між Албанією та ЄС. |
| 1999              | ЄС запропонував новий Процес стабілізації та асоціації (ПСА) для п’яти країн Південно-Східної Європи, включаючи Албанію. Починаючи з 1999 року Албанія отримувала переваги від автономних торгових преференцій з ЄС. |
| 2000              | Для продукції з Албанії надано безмитний доступ на ринок ЄС. |
| Червень 2000      | Європейська рада заявила, що всі країни ПДВ є «потенційними кандидатами» на членство в ЄС. |
| Листопад 2000     | На Загребському саміті ПДД було офіційно схвалено ЄС та країнами Західних Балкан. |
| 2001              | Перший рік нової програми CARDS, спеціально розробленої для країн SAP. |
| Червень 2001      | Комісія рекомендувала провести переговори щодо Угоди про стабілізацію та асоціацію (ССА) з Албанією. Європейська рада в Гетеборзі запросила комісію представити проєкт переговорних директив щодо переговорів про ССА. |
| 31 січня 2003     | Були прийняті директиви щодо переговорів про ССА з Албанією. Президент Комісії Проді офіційно розпочинає переговори щодо ССА між ЄС та Албанією. |
| Червень 2003      | На саміті в Салоніках ПДД було підтверджено як політика ЄС щодо Західних Балкан, а також була підтверджена перспектива ЄС для цих країн (країни-учасниці ПДД почали мати право на вступ до ЄС і приєднаються до ЄС, коли вони будуть готові). |
| Грудень 2005      | Рада ухвалила рішення на основі принципів переглянутого Європейського партнерства для Албанії. |
| 12 червня 2006    | Угоду про асоціацію було підписано на Раді із загальних справ і зовнішніх зв'язків у Люксембурзі. |
| 9 листопада 2006  | Європейська комісія вирішила почати переговори про спрощення візового режиму з Албанією. |
| 13 квітня 2007    | У Загребі було підписано угоду про спрощення візового режиму. Процитовано підписання Єврокомісара Франко Фраттіні, який сказав, що це перший крок до повної скасування візових вимог і вільного пересування громадян Албанії в ЄС. |
| 1 січня 2008      | Угода про спрощення візового режиму набула чинности. |
| 7 березня 2008    | Комісар ЄС Франко Фраттіні під час перебування в Тирани розпочав діалог щодо лібералізації візового режиму між Албанією та ЄС. |
| 1 квітня 2009     | Набула чинности Угода про стабілізацію та асоціацію (ССА). |
| 28 квітня 2009    | Албанія офіційно подала заявку на членство в Європейському Союзі. |
| 16 листопада 2009 | Рада ЄС звернулася до Європейської комісії з проханням підготувати оцінку готовности Албанії почати переговори про вступ. Комісія передала уряду Албанії анкету щодо підготовки до вступу. |
| 14 квітня 2010    | Албанія подала відповіді на анкету Європейської комісії, але статус кандидата ЄС не був наданий у грудні 2010 року через тривалий політичний конфлікт в країні. |
| 27 травня 2010    | Європейська комісія запропонувала безвізовий режим для Албанії. Ухвалена пропозиція дозволила громадянам Албанії подорожувати до країн Шенгену без необхідності короткострокової візи. |
| 8 листопада 2010  | Рада Європейського Союзу схвалила безвізовий режим для громадян Албанії в Шенгенську зону. |
| 15 грудня 2010    | Набув чинності безвізовий доступ албанців до Шенгенської зони. |
| 10 жовтня 2012    | Європейська комісія рекомендувала надати Албанії статус кандидата в ЄС за умови завершення ключових заходів у певних сферах. |
| Серпень 2012      | Парламент Албанії відхилив пропозицію скасувати недоторканність для депутатів, міністрів та осіб, які займають деякі інші офіційні посади. ЄС вимагав скасувати це разом із 11 іншими основними проблемами, тому статус кандидата був додатково відкладений. Однак у вересні 2012 року одноголосно було прийнято поправку до Конституції, яка обмежувала недоторканність парламентарів. |
| Жовтень 2012      | Європейська комісія оцінила прогрес Албанії у виконанні 12 ключових умов для отримання статусу офіційного кандидата та початку переговорів про вступ. У звіті робиться висновок, що якщо Албанії вдасться провести чесні та демократичні парламентські вибори в червні 2013 року, а також запровадить інші зміни, щоб відповідати восьми ключовим пріоритетам, які все ще не повністю виконані, тоді Рада Європейського Союзу рекомендувала б надати Албанії статус офіційного кандидата. |
| 23 червня 2013    | В Албанії відбулися загальні вибори, які загалом вважаються вільними та чесними. |
| 16 жовтня 2013    | Європейська комісія оприлюднила свої щорічні звіти щодо майбутніх держав-членів, у яких робився висновок, що вибори в Албанії пройшли «впорядковано» і що було досягнуто прогресу у виконанні інших умов; як такий він рекомендував надати Албанії статус кандидата. |
| 5 грудня 2013     | На засіданні євродепутата було рекомендовано, щоб «...Рада визнала прогрес, досягнутий Албанією, надавши їй статус кандидата без невиправданих затримок». Однак кілька держав, включаючи Данію та Нідерланди, залишалися проти надання Албанії статусу кандидата, доки вона не продемонструвала, що її нещодавній прогрес можна зберегти. Отже, Рада Європейського Союзу на своєму засіданні в грудні 2013 року погодилася відкласти рішення про статус кандидата до червня 2014 року. |
| 24 червня 2014    | Під час головування Греції в ЄС Рада Європейського Союзу погодилася надати Албанії статус кандидата, який через кілька днів схвалила Європейська Рада. Це співпало з 10-річчям «Порядку денного 2014», запропонованого урядом Греції в 2004 році в рамках саміту ЄС-Західні Балкани в Салоніках, для прискорення інтеграції всіх західнобалканських держав до Європейського Союзу. |
| Березень 2015     | На п’ятій «нараді з діалогу на високому рівні» між Албанією та ЄС комісар ЄС з питань розширення (Йоханнес Хан) повідомив Албанію, що встановлення дати початку переговорів про вступ все одно вимагає виконання наступних двох умов: 1) Уряду необхідно відновити політичний діалог з парламентською опозицією. 2) Албанія має провести якісні реформи для всіх 5 раніше визначених ключових сфер, яких ще не дотримано (державне управління, верховенство права, корупція, організована злочинність, основні права). Цю офіційну позицію повністю підтримав Європейський парламент, ухваливши коментар до резолюції в квітні 2015 року, який погоджувався з усіма висновками, зробленими в останньому звіті комісії про Албанію за 2014 рік. Прем’єр-міністр Албанії окреслив, що наступним кроком його уряду буде подання до Комісії детального звіту про хід впровадження 5 ключових реформ восени 2015 року, а потім він очікує, що переговори про вступ мають розпочатися незабаром після цього – до кінця 2015 рік. |
| 22 липня 2016     | Парламент Албанії схвалив поправки до конституції щодо реформи правосуддя. |
| 9 листопада 2016  | Комісія рекомендувала розпочати переговори. |
| 26 листопада 2016 | Німеччина оголосила, що накладе вето на початок переговорів про вступ до 2018 року. |
| Початок 2017      | Європейський парламент попередив лідерів уряду, що парламентські вибори в червні мають бути «вільними і чесними», перш ніж почати переговори щодо прийняття країни до Союзу. Депутати Європарламенту також висловили занепокоєння з приводу «вибіркового правосуддя, корупції, загальної тривалості судового розгляду та політичного втручання в розслідування та судові справи», але прес-реліз ЄС висловив певний оптимізм: «Для Албанії важливо зберегти сьогоднішні темпи реформ і ми повинні бути готові максимально підтримати його в цьому процесі». |
| Грудень 2018      | Прем'єр-міністр Греції Алексіс Ципрас заявив, що дотримання прав грецької меншини в Албанії є передумовою для вступу Албанії до Європейського Союзу. |
| Червень 2019      | Єврокомісар Йоганнес Ган рекомендував ЄС відкрити переговори про членство з Албанією. 1 червня 2019 року Рада визначила шлях до початку переговорів про вступ, а переговори, як передбачається, розпочнуться невдовзі після цього. |
| Вересень 2019     | Бундестаг Німеччини передумовами переговорів про вступ Албанії до ЄС поставив реформи в системі правосуддя, продовження боротьби з наркобізнесом, новий виборчий закон, створення СПАК, функціонування Конституційного суду та Верховного суду, призначення нового генерального прокурора, судових процесів для корумпованих суддів, а також відмовитися від деяких амбіцій Великої Албанії. |
| 24 березня 2020   | Міністри ЄС досягли політичної домовленості щодо початку переговорів про вступ з Албанією та Північною Македонією. |

19 липня 2022 року Албанія офіційно почала перемовини про вступ.

## Процес лібералізації візового режиму
1 січня 2008 року угоди про спрощення візового режиму та реадмісію між Албанією та ЄС набрали чинності. Албанія отримала від ЄС дорожню карту для подальшої лібералізації візового режиму з країнами Шенгену в червні 2008 року.
Албанія почала видавати біометричні паспорти 24 травня 2009 року, які були розроблені відповідно до інструкцій ЄС. 8 листопада 2010 року Рада Європейського Союзу затвердила безвізовий режим для громадян Албанії до ЄС. Рішення набрало законної сили 15 грудня 2010 року.

## Фінансова допомога ЄС
У 2011 році ЄС заплатив 6 мільйонів євро на будівництво або реконструкцію пунктів пропуску на кордоні та дільниць прикордонної поліції, щоб допомогти Албанії боротися з організованою злочинністю та незаконним обігом людей.
До 2020 року Албанія отримувала 1,2 мільярда євро допомоги розвитку від Інструменту сприяння перед вступом, механізму фінансування країн-кандидатів на ЄС.

## Хід переговорів
Процес скринінгу триває, і досі жодних розділів не відкрито.